# Turniej kwalifikacyjny do Mistrzostw Europy w Curlingu Mężczyzn 2008
Turniej kwalifikacyjny do Mistrzostw Europy w Curlingu Mężczyzn 2008 odbył się w dniach 17–19 października w Łodzi jednocześnie z turniejem kobiet.
Ostatecznie Polskę na Mistrzostwach Europy 2008 w szwedzkim Örnsköldsvik reprezentowała drużyna Media CC Polaris (skip Krzysztof Kowalski). Zespół ten pokonał Media CC KNB bilansem 2-1.

## Drużyny
| Drużyna                     | Czwarty          | Trzeci               | Drugi               | Otwierający         | Rezerwowy          | Trener             |
| --------------------------- | ---------------- | -------------------- | ------------------- | ------------------- | ------------------ | ------------------ |
| KKC Piechowice              | Kamil Wachulak   | Dorian Łebzuch       | Witold Abramowicz   | Przemysław Boszczyk | Mirosław Wachulak  | Paweł Kubik        |
| Media CC Warszawa KNB       | Rymwid Błaszczak | Arkadiusz Detyniecki | Lech Molski         | Grzegorz Korczyński | Łukasz Krych       | Jermu Pollanen     |
| Media CC Warszawa Polaris   | Bartosz Klimas   | Wojciech Woyda       | Przemysław Stachura | Krzysztof Kowalski  | Tomasz Korolko     | Marianna Das       |
| SCC Wa ku'ta Blues Brothers | Borys Jasiecki   | Tomasz Cierkowski    | Krzysztof Domin     | Szymon Błaszkowski  | Bartosz Sitkiewicz | Bartosz Sitkiewicz |

Skipowie zostali zaznaczeni pogrubieniem.

## Wyniki

### Klasyfikacja końcowa
| # | Drużyna                     |
| - | --------------------------- |
| 1 | MCC Warszawa Polaris        |
| 2 | Media Warszawa CC KNB       |
| 3 | KKC Piechowice              |
| 4 | SCC Wa ku'ta Blues Brothers |

### Finał
19 października 2008, 9:00
| Tor | Drużyna | Drużyna          |  | 1 | 2 | 3 | 4 | 5 | 6 | 7 | 8 | 9 | 10 | Ogółem |
| --- | ------- | ---------------- |  | - | - | - | - | - | - | - | - | - | -- | ------ |
| B   |         | Media CC KNB     |  | 1 | 0 | 3 | 1 | 1 | 0 | 1 | 1 | x | x  | 8      |
| B   |         | Media CC Polaris |  | 0 | 1 | 0 | 0 | 0 | 1 | 0 | 0 | x | x  | 2      |

19 października 2008, 13:00
| Tor | Drużyna | Drużyna          |  | 1 | 2 | 3 | 4 | 5 | 6 | 7 | 8 | 9 | 10 | Ogółem |
| --- | ------- | ---------------- |  | - | - | - | - | - | - | - | - | - | -- | ------ |
| B   |         | Media CC KNB     |  | 0 | 0 | 0 | 1 | 0 | 0 | 0 | 1 | 0 | x  | 2      |
| B   |         | Media CC Polaris |  | 0 | 0 | 3 | 0 | 2 | 1 | 1 | 0 | 1 | x  | 8      |

### Round-Robin

#### Klasyfikacja
| # | Drużyna                     | Wygranych | Przegranych |
| - | --------------------------- | --------- | ----------- |
| 1 | Media CC Polaris            | 2         | 1           |
| 2 | Media CC KNB                | 2         | 1           |
| 3 | KKC Piechowice              | 1         | 2           |
| 4 | SCC Wa ku'ta Blues Brothers | 1         | 2           |

#### Sesja 1.
17 października 2008, 11:00
| Tor | Drużyna | Drużyna                     |  | 1 | 2 | 3 | 4 | 5 | 6 | 7 | 8 | 9 | 10 | Ogółem |
| --- | ------- | --------------------------- |  | - | - | - | - | - | - | - | - | - | -- | ------ |
| A   |         | KKC Piechowice              |  | 0 | 4 | 0 | 0 | 1 | 0 | 1 | 1 | 2 | 1  | 10     |
| A   |         | SCC Wa ku'ta Blues Brothers |  | 1 | 0 | 1 | 1 | 0 | 1 | 0 | 0 | 0 | 0  | 4      |

| Tor | Drużyna | Drużyna          |  | 1 | 2 | 3 | 4 | 5 | 6 | 7 | 8 | 9 | 10 | Ogółem |
| --- | ------- | ---------------- |  | - | - | - | - | - | - | - | - | - | -- | ------ |
| C   |         | Media CC KNB     |  | 0 | 0 | 2 | 0 | 0 | 1 | 0 | 2 | 0 | x  | 5      |
| C   |         | Media CC Polaris |  | 4 | 1 | 0 | 2 | 1 | 0 | 1 | 0 | 1 | x  | 10     |

#### Sesja 2.
17 października 2008, 17:00
| Tor | Drużyna | Drużyna        |  | 1 | 2 | 3 | 4 | 5 | 6 | 7 | 8 | 9 | 10 | Ogółem |
| --- | ------- | -------------- |  | - | - | - | - | - | - | - | - | - | -- | ------ |
| B   |         | KKC Piechowice |  | 0 | 0 | 0 | 0 | 1 | 0 | 3 | 1 | 2 | 1  | 8      |
| B   |         | Media CC KNB   |  | 1 | 1 | 2 | 1 | 0 | 5 | 0 | 0 | 0 | 0  | 10     |

| Tor | Drużyna | Drużyna                     |  | 1 | 2 | 3 | 4 | 5 | 6 | 7 | 8 | 9 | 10 | Ogółem |
| --- | ------- | --------------------------- |  | - | - | - | - | - | - | - | - | - | -- | ------ |
| D   |         | SCC Wa ku'ta Blues Brothers |  | 1 | 0 | 1 | 1 | 0 | 2 | 1 | 0 | 0 | 1  | 7      |
| D   |         | Media CC Polaris            |  | 0 | 2 | 0 | 0 | 1 | 0 | 0 | 1 | 1 | 0  | 5      |

#### Sesja 3.
18 października 2008, 10:00
| Tor | Drużyna | Drużyna          |  | 1 | 2 | 3 | 4 | 5 | 6 | 7 | 8 | 9 | 10 | Ogółem |
| --- | ------- | ---------------- |  | - | - | - | - | - | - | - | - | - | -- | ------ |
| A   |         | KKC Piechowice   |  | 2 | 1 | 0 | 0 | 1 | 0 | 1 | 0 | 2 | x  | 7      |
| A   |         | Media CC Polaris |  | 0 | 0 | 2 | 2 | 0 | 3 | 0 | 2 | 0 | x  | 9      |

| Tor | Drużyna | Drużyna                     |  | 1 | 2 | 3 | 4 | 5 | 6 | 7 | 8 | 9 | 10 | Ogółem |
| --- | ------- | --------------------------- |  | - | - | - | - | - | - | - | - | - | -- | ------ |
| C   |         | SCC Wa ku'ta Blues Brothers |  | 0 | 0 | 0 | 4 | 1 | 0 | 0 | 1 | 0 | 0  | 6      |
| C   |         | Media CC KNB                |  | 0 | 2 | 0 | 0 | 0 | 1 | 1 | 0 | 1 | 2  | 7      |